# Свято-Троицкий монастырь (Джорданвилл)
Свя́то-Тро́ицкий монасты́рь (англ. Holy Trinity Monastery) — ставропигиальный мужской монастырь Русской православной церкви заграницей, расположенный в Джорданвилле, штат Нью-Йорк. Крупнейший и старейший монастырь РПЦЗ в США.
При монастыре действует Свято-Троицкая духовная семинария, издательство, иконописная мастерская, библиотека и Музей русской истории.

## История

### Основание монастыря
Инициатором основания монастыря стали насельник Свято-Тихоновского монастыря в Саут-Кейнане, штат Пенсильвания, иеромонах Пантелеимон (Нижник) и псаломщик Иван Колос, искавшие большего уединения. Позднее архимандрит Пантелеимон (Нижник) вспоминал: 
«В течение десяти лет, которые я провел в Тихоновском монастыре, я видел, что там трудно жить настоящей монашеской жизнью молодому монаху, и я стал подумывать, где бы себе найти такое место, где можно было бы вести настоящую монашескую жизнь. В этом мне помог отец Иосиф, тогда Иван Андреевич Колос, который был регентом-псаломщиком на приходе. <…> И вот мы решили заработать немного денег, чтобы купить где-нибудь участок земли. Для этого я поступил на работу на аэропланный завод Сикорского в г. Стратфорде, а Иван Колос пока остался на приходе».
В 1928 году был найден подходящий участок земли в штате Нью-Йорк, близ селения Херкимер, размером около 300 акров (121 га) стоимостью 5000 долларов. В качестве задатка они отдали всё, что имели и удалось занять — 750 долларов, однако иеромонах Пантелеимон и псаломщик Иван Колос продолжали работать на заводе пока полностью не выплатили за землю. В это время к ним присоединился ещё один монах из Тихоновского монастыря — Иаков (Машерук). И он устроился на работу с ними же, на том же заводе. В 1929 году удалось этим труженикам уплатить заветную «половину», получить на руки купчую и сделаться хозяевами земли.

По воспоминаниям архимандрита Пантелеимона: 
«В 1930 году, весной, после Пасхи, я оставил работу на заводе и приехал на свою землю. Все было здесь запущено, тишина кругом и — ни души. Несколько раз я восходил на холм, в лесу, наслаждался окружающим покоем и видел оттуда своё хозяйство: старенький — без окон двухкомнатный домик и при нём колодец, а в других концах ещё четыре колодца — вот и всё, а кругом лес и тишина — пустыня. Первой моей хозяйственной покупкой, помню, был небольшой металлический чайник. Выйду, бывало, из домика на двор, зажгу дровишки между тремя камнями и на них поставлю чайник с водой, а сам — в Джорданвилль, в лавочку за продуктами. Приду назад — чайник закипел, и завтрак готов. Первыми собратьями обители были монах Иаков, старенький дьячок Иван Морозов, Филипп Писарик, монах Филарет, а позже присоединились к нам два регента — Пётр Иванович Козлов (впоследствии иеромонах Павел) и Иван Андреевич Колос (впоследствии архимандрит Иосиф)».
К 1934 году построили сараи для сена и помещение для 30 коров. Старый домик, стоявший в стороне, перенесли к сараю, и в нём жили и молились. Из своего леса построили деревянный корпус: жилого помещения на 16 келий и домовой церкви на 50 человек. За год успели корпус, в основном, закончить, остеклили окна и покрыли крышей, а весной 1935 года была окончательно отделана церковь.
17 июня 1935 года Духов день архиепископ Виталий (Максименко) возглавил освящение храма и всего монастыря, однако в конце литургии был замечен огонь на втором этаже монастырского дома, дом за несколько часов сгорел дотла. Общими усилиями смогли вынести иконы из храма и уже через окна едва смогли спасти часть книг. Братия осталась в долгах и под открытым небом.
Семья американцев, продавших братии землю, предоставила им свой дом, где был оборудован домовый храм. На месте пожара построили одноэтажный дом, организовали хозяйство. В конце 1930-х были куплены дополнительные 200 акров земли и большой двухэтажный фермерский дом с 30 комнатами, куда поместились церковь, трапезная и монашеские келии.

### 1940-е — 2000-е годы
В 1943 году было принято решение о строительстве большого каменного собора во имя Святой Троицы. Председателем строительного комитета стал профессор Н. Н. Александров, почётным председателем — архиепископ Виталий (Максименко), товарищем (заместителем) председателя — игумен Пантелеимон (Нижник). В строительный комитет также вошли авиаконструктор И. И. Сикорский, Б. В. Сергиевский и другие видные русские общественные деятели. В основание храма были положены частицы мощей сербских святых Ангелины, Стефана Дечанского и архиепископа Арсения Сербского.
1 декабря 1946 года в Джорданвилл по приглашению епископа Виталия (Максименко) прибыли 14 насельников бывшего Монастыря преподобного Иова Почаевского в Ладомировой во главе с архимандритом Серафимом (Ивановым), бежавших из Словакии от советской власти, которые влились в число братии монастыря. Во главе этого объединённого братства был поставлен настоятелем с общего согласия и утверждения архиепископа Виталия (Максименко) Серафим (Иванов).
После этого при монастыре возникли издательство (1946), возобновившее издание журнала «Православная Русь» и Свято-Троицкая духовная семинария (1948). При монастыре также возникло кладбище, на котором погребают духовенство Русской Зарубежной Церкви.
По воспоминаниям митрополита Лавра (Шкурлы): «Весной 1947 года начались работы по постройке храма. Всё было сосредоточено на этом, хотя вся монастырская жизнь шла своим порядком: нужно было работать по хозяйству, в типографии, все богослужения совершались и все необходимое делалось, но работы по строительству храма были на первом месте. Помнится, как владыка архиепископ Виталий в подряснике и в переднике выбирал красный кирпич и готовил его для стен храма. Также и другие братия — епископ Серафим, о. игумен Филимон и все остальные работали и трудились на строительстве. Внутри храм отделывали сами, штукатурили, потом красили и расписывали».
14 ноября 1948 года архиепископом Виталием (Максименко) был освящён нижний храм во имя преподобного Иова Почаевского. По словам митрополита Лавра: «Все трудились и старались, чтобы всё было сделано хорошо и прочно. Был общий подъём, а когда было малое освящение нижнего храма, то это было для всех нас радостное событие и мы все радовались и духовно торжествовали, что имеем свой настоящий храм!».
Настенная роспись и иконы были выполнены Киприаном (Пыжовым) и его учеником иеродиаконом Алипием (Гамановичем). Трёхъярусный иконостас верхнего храма сооружён по проекту Киприана (Пыжова) послушником Петром Понкратовым и иеродиаконом Алипием. Резное из меди паникадило исполнено по рисунку иеродиакона Алипия иеродиаконом Пименом (Качаном).
26 ноября 1950 года состоялось освящение Троицкого собора, которое возглавил Первоиерарх РПЦЗ митрополит Анастасий (Грибановский). Собор был построен в стиле шатровых храмов Северной Руси.
28 сентября 1952 года архиепископом Виталием (Максименко) был заложен Братский корпус монастыря, строительство которого закончилось в 1958 году. В полуподвальном помещении была устроена пекарня, книжные склады и кладовые, на первом этаже — типография, трапезная, книжный магазин, на втором этаже — канцелярия, фальцовочная и переплётная мастерские, покои настоятеля, на третьем и четвёртым этажах — кельи.
К осени 1960 годы к восточной части собора были пристроены притвор, увенчанный куполом, и величественный вход с большой двойной папертью. В 1961 году к алтарной части были пристроены понамарка и ризница. В 1962 была закончена роспись притвора.
2 июня 1967 года Архиерейский Синод РПЦЗ присвоил монастырю ставропигиальный статус.
В 1968 году на монастырском кладбище была заложена церковь в честь Успения Пресвятой Богородицы по проекту архитектора Валентина Глинина в псковско-новгородском стиле. Освящена 26 сентября 1977 года.
В 1971 году к востоку от Троицкого собора было построено трёхэтажное здание семинарии. На первом этаже была размещена библиотека, на втором — актовый зал и музей, на третьем — административные помещения, аудитории и архив.
17 июня 1984 года при семинарии и монастыре был открыт Музей русской истории.
В октябре 1987 — августе 1988 года по проекту архитектора Б. А. Лебединского была выстроена двухъярусная шатровая колокольня с двумя пристройками, увенчанными позолоченными главками. Освящение состоялось 4 сентября 1988 года.
По воспоминаниям Александра Чернавского, когда митрополит Лавр осенью 2001 года был избран  Первоиерархом, «кто-то устроил поджог хранилища старой техники в Свято-Троицком монастыре. <…> С гаража старой техники огонь перекинулся на семинарию, сильно обгорела внешняя стена, а внутри был слой сажи в палец толщиной. Но образ Иверской Божией Матери — подарок русского Свято-Пантелеимонова монастыря на Афоне — совершенно не пострадал. Огонь обошёл икону стороной, образовав вокруг ореол. В ту же ночь из обители исчезли несколько монахов, в том числе библиотекарь со связкой ключей. Это были те, кто не хотел воссоединения. Они потом проявились в Монсанвилле в лагере „витальевцев“ в Канаде».

### Современный период
4 января 2008 года Свято-Троицкий мужской монастырь в Джорданвилле внесён в «список исторических объектов штата Нью-Йорк, над которыми нависла угроза исчезновения», составленный Лигой сохранения исторического наследия штата Нью-Йорк. Причиной такого решения стал проект установки ветряных турбин близ монастыря, что по оценке представителя организации Тани Вербицки окажет «катастрофическое воздействие на монастырь.
23 июня 2011 года монастырь был включён в Национальный реестр исторических мест США.
К началу 2010-х годов практически все коммуникации устарели или оказались серьёзно изношены, и монастырю потребовался срочный ремонт. В октябре 2012 году Попечительский Фонд о Нуждах РПЦЗ начал благотворительную акцию для сбора средств на нужды монастыря. Монастырю требовалось проложить новую электропроводку в соборе, построить новый семинарский корпус, привести обитель в соответствие со стандартом EPA и полностью заменить сантехнику в монастырском корпусе. В настоящее время трубы в таком ужасном состоянии, что монахи не имеют возможности пользоваться стиральной машиной, а здание семинарского корпуса покосилось на несколько градусов. В декабре 2015 года Первоиерарх РПЦЗ митрополит Иларион обратился с воззванием с просьбой помочь монастырю.

## Настоятели монастыря
1. архимандрит Пантелеимон (Нижник) (1930—1934)
2. архиепископ Виталий (Максименко) (1934—1946)
3. архиепископ Серафим (Иванов) (1946—1948)
4. архиепископ Виталий (Максименко) (1948—1960)
5. архиепископ Аверкий (Таушев) (1960—1976)
6. митрополит Лавр (Шкурла) (1976—2008)
7. епископ Лука (Мурьянка) (с 2008 года)

## Постройки
| Изображение | Название                                                                         | Построено            | Описание |
| ----------- | -------------------------------------------------------------------------------- | -------------------- | --- |
|             | Собор во имя Святой Троицы c нижним храмом в честь преподобного Иова Почаевского | 1945—1950            | Проект собора выполнен архитектором Романом Верховским. В 1946 года началось строительство собора. К 1947 года нижняя церковь была готова; её освятили 14 ноября 1948 года. Окончательно строительство и внутреннюю отделку Троицкого собора закончили к осени 1950 года. 26 ноября 1950 года состоялось освящение. В стилистике собора можно обнаружить отголоски «Русского Севера» — деревянного зодчества Карелии и Архангельской области. Это видно в первую очередь из шатрового решения, увенчивающего средокрестие храма.                                                   |
|             | Братский корпус с часовней в честь иконы Божией Матери «Живоносный Источник»     | 1952—1958, 1987—1988 | Братский корпус монастыря был заложен 28 сентября 1952 года и построен к 1958. В полуподвальном помещении находятся пекарня, книжные склады и кладовые, на первом этаже — типография, трапезная, книжный магазин, на втором — канцелярия, фальцовочная и переплетная мастерские, покои настоятеля, на третьем и четвёртом — кельи. В 1987—1988 годы корпус был значительно расширен, с западной и восточной сторон пристроены 2 новых крыла. 17 ноября 1991 года освящена часовня во имя преподных старцев Оптинских; иконостас и иконы выполнены иеромонахом Андреем (Эрастовым). |
|             | Корпус Свято-Троицкой духовной семинарии                                         | 1971                 | Учебный корпус имени декана Николая Николаевича Александрова — главное здание семинарии. На 1-м этаже размещается библиотека, на 2-м — актовый зал и музей, на 3-м — административные помещения, аудитории и архив. |
|             | Кладбищенская церковь в честь Успения Пресвятой Богородицы                       | 1968—1977            | Архитектор — В. Глинин. Церковь является храмом-памятником во имя св. Царственных страстотерпцев и иже с ними убиенных, а также «всех в борьбе с безбожным коммунизмом за Россию живот свой положивших, в смуте умученных и убиенных». Освещена 26 сентября 1977 года. Богослужения совершаются на английском языке. Англоговорящие члены общины периодически собираются в храме для пения акафистов. В праздник Успения Пресвятой Богородицы здесь служится Всенощное бдение и Литургия на английском языке.                                                                      |
|             | двухъярусная шатровая колокольня с воротами                                      | 1987—1988            | архитектор Б. А. Лебединский. Имеет 2 пристройки, увенчанные позолоченными главками. В южной пристройке расположена крестильня, расписанная иеромонахом Андреем (Эрастовым). Западный фронтон в 2006 году украшен мозаикой «Сошествие Святого Духа на апостолов». |
|             | храм-часовня преподобного Иоанна Рильского и праведного Иоанна Кронштадтского    | 1979—1998            | Архитектор И. Г. Гришин. Построена из увесистых грубо отёсанных булыжников в традиционном восточно-византийском стиле. Кровлю сделали похожей на образцы северорусского зодчества и увенчали чешуйчатой деревянной маковкой с восьмиконечным крестом. Роспись выполнена Петром Дзюбой, архимандритом Лукой (Мурьянкой), иеромонахом Андреем (Эрастовым), священником Иаковом Ференсом. Освящён 16 ноября 1998 года. Используется, в основном в тёплое время года, для совершения богослужений на английском языке.                                                                 |